# Самаранефтехимпроект
АО «Самаранефтехимпроект» — российский проектный институт в городе Самара. Полное наименование — Акционерное общество «Самарский институт по проектированию предприятий нефтеперерабатывающей и нефтехимической промышленности».

## История
Создан в 1951 году как Куйбышевский филиал Государственного института проектирования нефтеперерабатывающих заводов "Гипронефтезаводы".
В 1968 году в связи с преобразованием института во ВНИПИнефть переименован в Куйбышевский филиал Всесоюзного научно-исследовательского и проектного института нефтеперерабатывающей и нефтехимической промышленности "ВНИПИнефть".
В 1991 году получил сокращенное наименование «САМАРАНЕФТЕХИМПРОЕКТ» после реорганизации в государственное предприятие «Самарский институт по проектированию предприятий нефтеперерабатывающей и нефтехимической промышленности».
В 1993 году акционирован и включен в составе объединения «Куйбышевнефтеоргсинтез» в учрежденную нефтяную компанию «ЮКОС»

## Собственники и руководство
10 мая 2007 года в ходе распродажи активов обанкротившегося ЮКОСа контрольный пакет акций предприятия в составе Лота № 11 был продан ООО «Нефть-Актив», аффилированной с ОАО НК «Роснефть».
На 30 июня 2007 года 86,05% акций принадлежало ООО «Нефть-Актив»

## Деятельность
Основным видом деятельности является разработка проектной документации для нефтеперерабатывающих заводов, входящих в группу ОАО «НК «Роснефть» (ранее - для заводов ЮКОСа). В 2006-2007 году крупными подрядчиками института были Куйбышевский нефтеперерабатывающий завод, Сызранский нефтеперерабатывающий завод, ОАО «Казаньоргсинтез».